# 완슈구

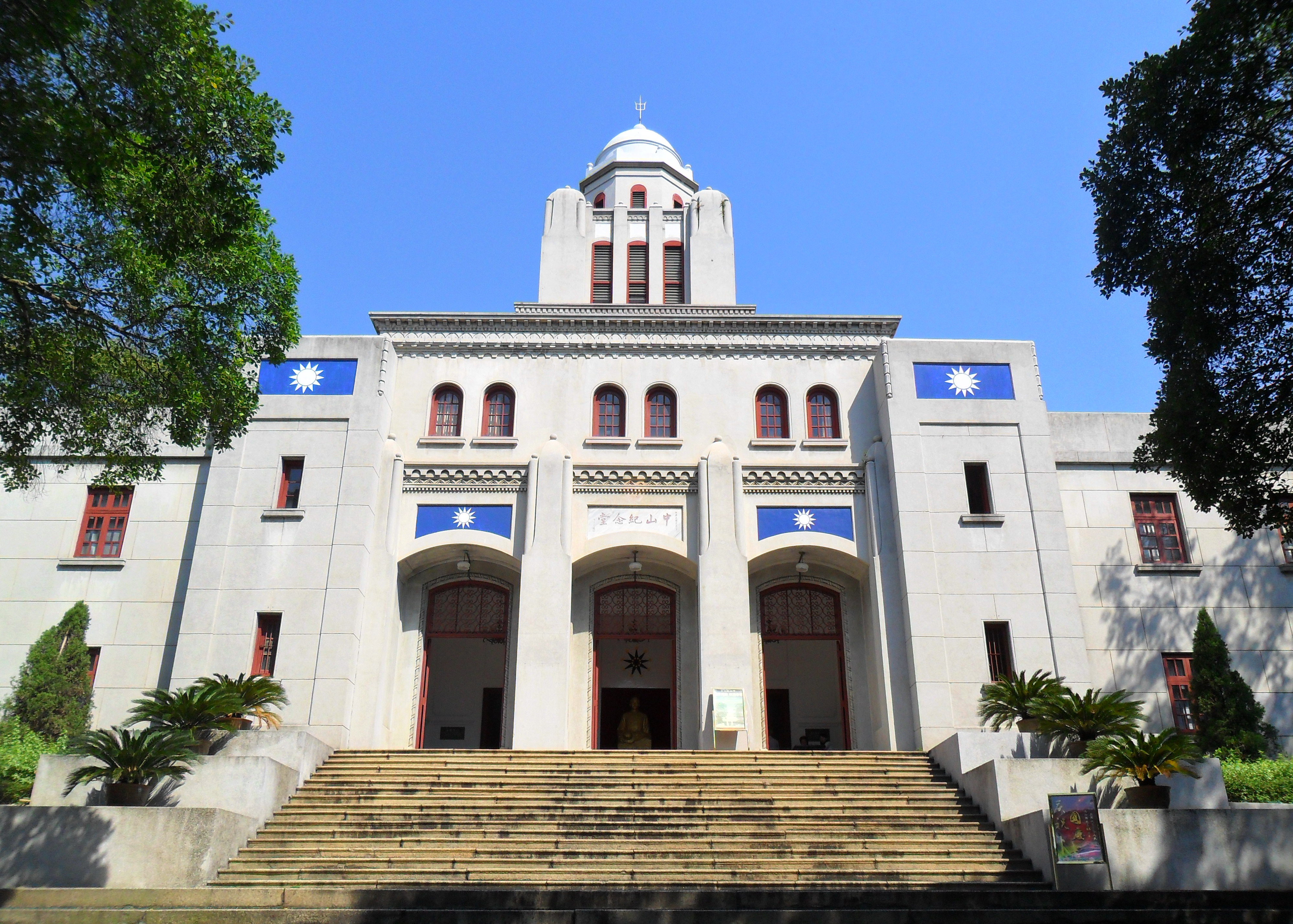

완슈구(한국어: 만수구, 중국어: 万秀区, 병음: Wànxiù Qū)는 중국 광시 좡족 자치구 우저우 시의 현급 행정구역이다. 넓이는 407km2이고, 인구는 2007년 기준으로 160,000명이다.

## 기후
연평균 기온은 21.0°C이고 연일조시간은 1823.5시간이다.

## 행정 구역
7개 가도, 3개 진을 관할한다.
- 가도: 城北街道、城中街道、城南街道、城东街道、角嘴街道、东兴街道、富民街道
- 진: 城东镇,龙湖镇、夏郢镇